# 금악초등학교
금악초등학교는 대한민국 제주특별자치도 제주시 한림읍 금악리에 있는 공립 초등학교이다.

## 학교 연혁
- 2018년 1월 25일 제60회 10명 졸업(1,864명)
- 2017년 3월 1일 제주형 자율학교(다혼디배움학교) 운영
- 2017년	2월 7일 제59회 11명 졸업(1,854명)
- 2016년	9월 1일 제24대 조정희 교장 부임
- 2015년	2월 1일 급식소 신축
- 2014년	2월 12일 스마트 교실 구축
- 2012년	3월 16일 푸른 잔디운동장 조성
- 2008년	8월 24일 도서관 준공(2실)
- 2008년	2월 20일 골프연습장 준공
- 2001년	8월 7일 다목적 특별교실(동백관) 준공
- 1996년	3월 1일 금악초등학교로 개칭
- 1967년	3월 1일 6학급 6학년제 인가
- 1958년	4월 17일 4학급 6학년제 인가
- 1957년	5월 13일 금악국민학교 승격 개교(3학급,6년제)
- 1954년	4월 1일 한림국민학교 금악분교장 설치 인가
- 1949년	10월 1일 4·3사건으로 폐교
- 1943년	4월 1일 금악공립국민학교로 개편
- 1938년	7월 1일 한림서공립심상소학교 금악간이학교 인가

## 참고 자료
- 금악초등학교 - 한국교육학술정보원 학교알리미